# 郑思斯
郑思斯，女，江西萍乡人，毕业于武汉大学新闻与传播学院。原四川广播电视台主持人、中国内地独立音乐人，Post Radio 乐队、A-Touch乐队主唱。

## 生平
2013年起，策划并主持《成都新青年》节目，开始成名。2014年起，开始举办音乐会。
2019年中华人民共和国国庆节前夕，与其他青年在成都地铁二号线“快闪”唱《长江之歌》。
2021年5月12日，郑思斯到达成都四十九中门前参与针对成都四十九中学生坠楼事件的示威活动。她与最后一任美国驻成都最後一任总领事夫人莊祖宜为好友，也是其“快乐的孩子爱唱歌”乐团成员。此前，中国大陆网络舆论即质疑美国驻成都总领事馆在当地从事情报工作、莊祖宜为情报人员。中国大陆一些舆论将此次示威活动定性为境外势力发动的颜色革命。帝吧发文指郑思斯是幕后主使。郑思斯未有回应，已清空新浪微博全部内容并更改微博名。
|                          | 我也不知道我能做什么，但至少我可以在现场，哪怕是凌晨的校门口，哪怕离真相还是很远，很高兴你们也在～ |
| ——郑思斯微博（繁体中文） | |

而根据后来郑思斯在社交软件里与朋友的交流，当时的情况大致如下。
2021年5月11日傍晚，从广西出差回成都的路上，她看到网上各种关于“49中”事件的谣言，感到很不解，于是写下“回成都的动车上，意难平。”的微博。当天夜里回到家，媒体依然没有关于49中门口年轻人聚集事件的公开报道，而“他们是境外势力”的舆论已经占了上风，于是抱着“我认为发生在家门口的事，如果你真的关心，媒体又没有及时将真相报道出来，你应该自己去看去听现场和真实的声音，而不是跟着网上的流言当键盘侠”的想法，凌晨一点左右她到达49中门口，并拍摄下眼前所见场景：几位年轻人留在现场，等候警方的调查结果。而这段十几分钟的视频里，几位年轻人分别表达了自己对于“这次事件的舆论”的看法，在征得他们同意后，她将视频发布在了微博。
当时“集会”的学生早已经被带走接受调查（调查结果否了认境外势力之说）。“我在现场拍到的年轻人，都是和我一样认为网络信息不可信，要来看看真相的人，所以当提及‘你们认为那些学生是境外势力吗‘这个问题时，他们都笑了，他们觉得这种扣帽子的行为可笑，但后来那些人截取了这一帧画面，说是我带人在学校门口嘲笑当事人和他的母亲。再搬出我和祖宜曾经一起做乐队的历史，给我扣上了行走的五十万和颜色革命带头人的帽子。”
网络暴力随之而来，对微博与互联网环境感到绝望的郑思斯，删除了所有的微博，选择从此沉默，相信清者自清，不回应任何。此后郑思斯再也没有参与过任何社会话题的讨论，专心写歌唱歌，“有钱时捐钱做公益，没钱时就唱歌给需要的人”。
“49中”事件过去半个月后，五月底，郑思斯现身麓湖A4美术馆，为马克.夏加尔真迹展即兴创作并演唱了七首歌，收录在她《爱与希望七支歌》专辑里，发布在网易云音乐。
六月，郑思斯作为主唱的“快乐的孩子爱歌唱”乐队恢复商业演出。
七月，郑思斯作为主唱的“Post Radio 乐队”携手两支成都本土乐队在成都小酒馆举办“我们住在玉林”专场音乐会。
八月，郑思斯携手艺术家何多苓、师进滇，举办“此时此地”郑思斯作品音乐会。并将演出收入全数捐给中国扶贫基金会河南水灾灾后重建项目。
九月，郑思斯作为主唱的a-Touch 乐队发表单曲《遥远星河》，获网易云音乐白银单曲
九月中旬至十月底，郑思斯携手尖音坊，出品“Live in Live ”原创音乐人演出直播计划，出品八期高品质音乐人录音棚现场直播和独家专访。
十一月，郑思斯携手微信视频号，出品『听见思斯』视频直播计划，连线声音玩具乐队主唱欧珈源、joyside乐队主唱边远等音乐人，分享郑思斯个人与乐队的原创音乐，每周一期连续出品中。

## 音乐作品
- 郑思斯音乐作品专辑（QQ音乐）（页面存档备份，存于）
- 郑思斯音乐作品专辑（网易音乐）（页面存档备份，存于）